# Martin Ides
Martin Ides (Krmelín, 3 maggio 1980) è un ex cestista e allenatore di pallacanestro ceco con cittadinanza tedesca.

## Carriera
Con la Rep. Ceca ha disputato i Campionati europei del 1999.